# Sprinkhaanbuizerd
De sprinkhaanbuizerd (Butastur rufipennis) is een soort buizerd uit de familie havikachtigen (Accipitridae). Het is de enige soort uit dit geslacht die voorkomt in Afrika. Het is een roofvogel van savannegebieden.

## Kenmerken
De sprinkhaanbuizerd is 40 tot 43 cm lang. De vogel is nogal slank en lijkt in zit op afstand eerder op een torenvalk en in vlucht op een grauwe kiekendief zonder witte stuit. Opvallend zijn de roodbruine vleugels. De rug is grijsbruin, de vogel is van onder licht roodbruin met korte donkere streepjes.

## Verspreiding en leefgebied
De sprinkhaanbuizerd komt voor in de gordel van savannegebieden die reikt van West-Afrika tussen de Sahara en de evenaar, tot in Oost-Afrika in Noordoost-Tanzania. Het is een roofvogel van halfwoestijnen en savanne met spaarzaam bomen zoals Acacias. De vogel foerageert soms in groepen tot wel 100 individuen aan de rand van bosbranden en sprinkhaanzwermen.

## Status
De sprinkhaanbuizerd heeft een groot verspreidingsgebied en daardoor is de kans op de status kwetsbaar (voor uitsterven) gering. De grootte van de populatie is in 2000 geschat op 20-50 duizend volwassen vogels en aangenomen wordt dat dit aantal achteruit gaat. Echter, het tempo ligt onder de 30% in tien jaar (minder dan 3,5% per jaar). Om deze redenen staat deze buizerd als niet bedreigd op de Rode Lijst van de IUCN.